# Local Government Areas in Nigeria

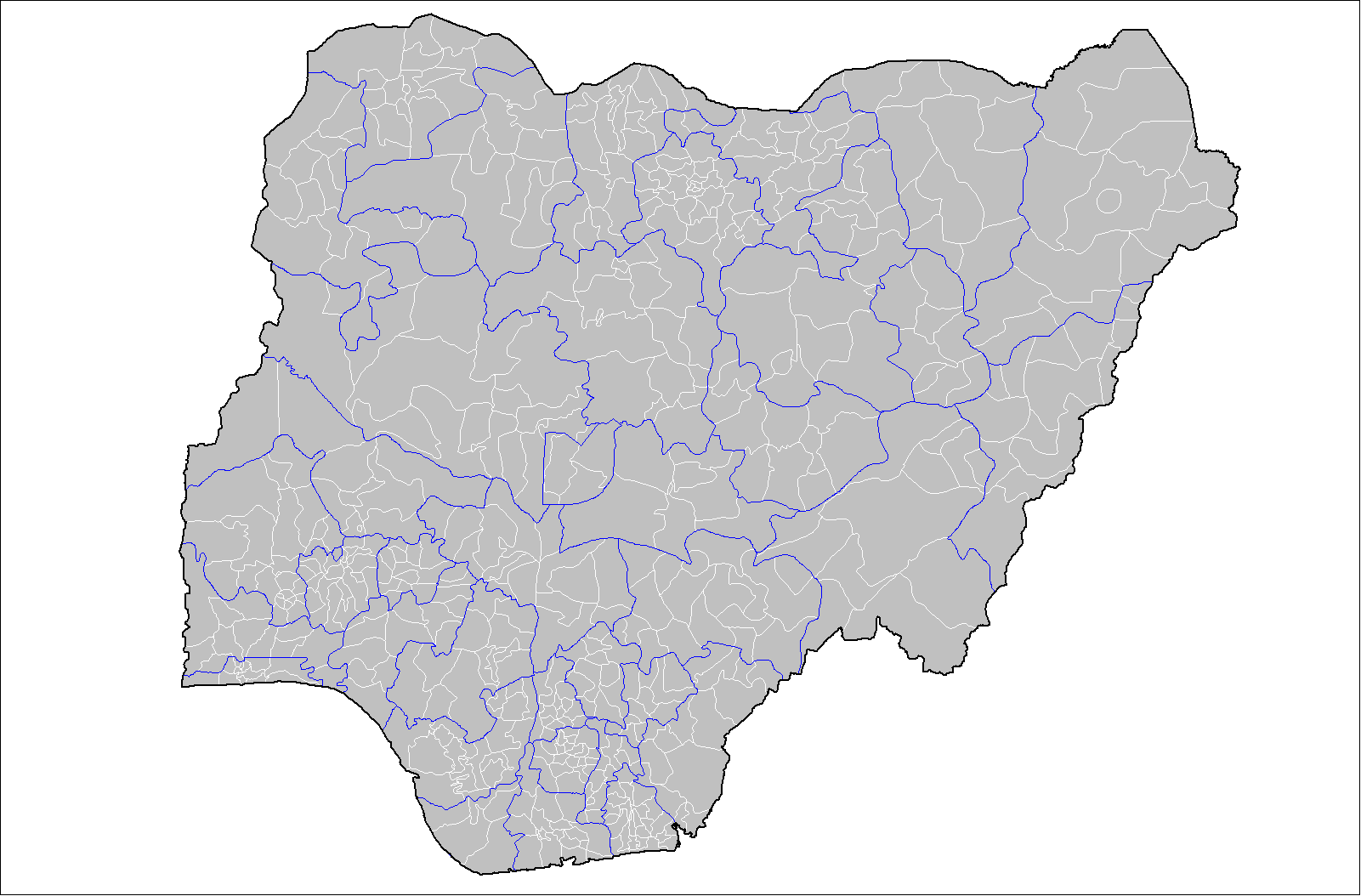
Die Local Government Areas Nigerias in der Übersicht

Die Verwaltungsgliederung von Nigeria teilt die Bundesrepublik Nigeria seit 1996 in 774 Local Government Areas (LGA) ein. Nachfolgend sind alle LGA in alphabetischer Reihenfolge sowie, in Klammern, die übergeordneten Bundesstaaten Nigerias aufgeführt.

## A
| | | |
| Abadam (Borno) Abaji (Federal Capital Territory) Abak (Akwa Ibom) Abakaliki (Ebonyi) Aba-Nord (Abia) Aba-Süd (Abia) Abeokuta-Nord (Ogun) Abeokuta-Süd (Ogun) Abi (Cross River) Aboh-Mbaise (Imo) Abua-Odual (Rivers) Adavi (Kogi) Ado Ekiti (Ekiti) Ado-Odo/Ota (Ogun) Afijio (Oyo) Afikpo-Nord (Ebonyi) Afikpo-Süd (Ebonyi) Agaie (Niger) Agatu (Benue) Agawara (Niger) Agege (Lagos) Aguata (Anambra) Ahiazu (Imo) Ahoada-Ost (Rivers) Ahoada-West (Rivers) Aiyedire (Osun) | Ajaokuta (Kogi) Ajeromi-Ifelodun (Lagos) Ajingi (Kano) Akamkpa (Cross River) Akinyele (Oyo) Akko (Gombe) Akoko-Edo (Edo) Akoko-Nordost (Ondo) Akoko-Nordwest (Ondo) Akoko-Südwest (Ondo) Akok-Südost (Ondo) Akpabuyo (Cross River) Akuku-Toru (Rivers) Akure-Nord (Ondo) Akure-Süd (Ondo) Akwanga (Nassarawa) Albasu (Kano) Aleiro (Kebbi) Alimosho (Lagos) Alkaleri (Bauchi) Amuwo Odofin (Lagos) Anambra-Ost (Anambra) Anambra-West (Anambra) Anaocha (Anambra) Andoni (Rivers) Aninri (Enugu) | Aniocha-Nord (Delta) Aniocha-Süd (Delta) Anka (Zamfara) Anpka (Kogi) Apa (Benue) Apapa (Lagos) Apo (Benue) Ardo-Kola (Taraba) Arewa-Dandi (Kebbi) Argungu (Kebbi) Arochokwu (Abia) Asa (Kwara) Asari-Toru (Rivers) Askira/Uba (Borno) Atakunmosa-Ost (Osun) Atakunmosa-West (Osun) Atiba (Oyo) Atisbo (Oyo) Augie (Kebbi) Auyo (Jigawa) Awe (Nassarawa) Awgu (Enugu) Awka-Nord (Anambra) Awka-Süd (Anambra) Ayamelum (Anambra) Ayedire (Osun) |

## B
| | | |
| Babura (Jigawa) Badagry (Lagos) Bagudo (Kebbi) Bagwai (Kano) Bakassi (Cross River) Bakkos (Plateau) Bakori (Katsina) Bakura (Zamfara) Balanga (Gombe) Bali (Taraba) Bama (Borno) Barde (Yobe) Barkin-Ladi (Plateau) Baruten (Kwara) Bassa (Kogi) Bassa (Plateau) Batagarawa (Katsina) Batsari (Katsina) Bauchi (Bauchi) | Baure (Katsina) Bayo (Borno) Bebeji (Kano) Bekwarra (Cross River) Bende (Abia) Biase (Cross River) Bichi (Kano) Bida (Niger) Billiri (Gombe) Bindawa (Katsina) Binji (Sokoto) Biriniwa (Jigawa) Birnin-Gwari (Kaduna) Birnin-Kebbi (Kebbi) Birnin Kudu (Jigawa) Birnin-Magaji/Kiyaw (Zamfara) Biu (Borno) Bodinga (Sokoto) | Bogoro (Bauchi) Boki (Cross River) Boluwaduro (Osun) Bomadi (Delta) Bonny (Rivers) Borgu (Niger) Boripe (Osun) Bosari (Yobe) Bosso (Niger) Brass (Bayelsa) Buji (Jigawa) Bukkuyum (Zamfara) Bukuru (Benue) Bungudu (Zamfara) Bunkure (Kano) Bunza (Kebbi) Burutu (Delta) Bwari (Federal Capital Territory) |

## C
|                                                           |                                       |                                |
| Calabar-Municipal (Cross River) Calabar-Süd (Cross River) | Chanchaga (Niger) Charanchi (Katsina) | Chibok (Borno) Chikun (Kaduna) |

## D
| | | |
| Dala (Kano) Damaturu (Yobe) Damban (Bauchi) Dambatta (Kano) Damboa (Borno) Dandi (Kebbi) Dandume (Katsina) Dange-Shuni (Sokoto) Danja (Katsina) | Dan-Musa (Katsina) Darazo (Bauchi) Dass (Bauchi) Dawakin-Kudu (Kano) Dawakin-Tofa (Kano) Degema (Rivers) Dekina (Kogi) Demsa (Adamawa) Dikwa (Borno) | Doguwa (Kano) Doma (Nassarawa) Donga (Taraba) Duara (Katsina) Dukku (Gombe) Dunukofia (Anambra) Dutse (Jigawa) Dutsi (Katsina) Dutsin-Ma (Katsina) |

## E
| | | |
| Ebonyi (Ebonyi) Edati (Niger) Ede-Nord (Osun) Ede-Süd (Osun) Edu (Kwara) Efe-Central (Osun) Efe-Ost (Osun) Efe-Nord (Osun) Efe-Süd (Osun) Efon (Ekiti) Egbado-Nord (Ogun) Egbado-Süd (Ogun) Egbeda (Oyo) Egbedore (Osun) Egor (Edo) Ehime-Mbano (Imo) Ejigbo (Osun) Ekeremor (Bayelsa) | Eket (Akwa Ibom) Ekiti (Kwara) Ekiti-Ost (Ekiti) Ekiti-Südwest (Ekiti) Ekiti-West (Ekiti) Ekwusigo (Anambra) Eleme (Rivers) Emuoha (Rivers) Emure (Ekiti) Enugu-Ost (Enugu) Enugu-Nord (Enugu) Enugu-Süd (Enugu) Epe (Lagos) Esan-Central (Edo) Esan-Nordost (Edo) Esan-Südost (Edo) Esan-West (Edo) Ese-Odo (Ondo) | Esit-Eket (Akwa Ibom) Essien-Udim (Akwa Ibom) Etche (Rivers) Ethiope-Ost (Delta) Ethiope-West (Delta) Etim-Ekpo (Akwa Ibom) Etinan (Akwa Ibom) Eti Osa (Lagos) Etsako-Central (Edo) Etsako-Ost (Edo) Etsako-West (Edo) Etung (Cross River) Ewekoro (Ogun) Ezeagu (Enugu) Ezinihitte (Imo) Ezza-Nord (Ebonyi) Ezza-Süd (Ebonyi) |

## F
|                                              |                                               |                              |
| Fagge (Kano) Fakai (Kebbi) Faskari (Katsina) | Fika (Yobe) Fufure (Adamawa) Funakaye (Gombe) | Fune (Yobe) Funtua (Katsina) |

## G
| | | |
| Gabasawa (Kano) Gada (Sokoto) Gagarawa (Jigawa) Gamawa (Bauchi) Ganjuwa (Bauchi) Ganye (Adamawa) Garki (Jigawa) Garko (Kano) Garum-Mallam (Kano) Gashaka (Taraba) Gassol (Taraba) Gaya (Kano) Gayuk (Adamawa) Gazewa (Kano) Gbako (Niger) Gboko (Benue) | Gbonyin (Ekiti) Geidam (Yobe) Giade (Bauchi) Giwa (Kaduna) Gokana (Rivers) Gombe (Gombe) Gombi (Adamawa) Goronyo (Sokoto) Grie (Adamawa) Gubio (Borno) Gudu (Sokoto) Gujba (Yobe) Gulani (Yobe) Guma (Benue) Gumel (Jigawa) | Gummi (Zamfara) Gurara (Niger) Guri (Jigawa) Gusau (Zamfara) Guzamala (Borno) Gwadabawa (Sokoto) Gwagwalada (Federal Capital Territory) Gwale (Kano) Gwandu (Kebbi) Gwaram (Jigawa) Gwarzo (Kano) Gwer-Ost (Benue) Gwer-West (Benue) Gwiwa (Jigawa) Gwoza (Borno) |

## H
|                  |               |                |
| Hadejia (Jigawa) | Hawul (Borno) | Hong (Adamawa) |

## I
| | | |
| Ibadan-Nord (Oyo) Ibadan-Nordost (Oyo) Ibadan-Nordwest (Oyo) Ibadan-Südost (Oyo) Ibadan-Südwest (Oyo) Ibaji (Kogi) Ibarapa-Central (Oyo) Ibarapa-Ost (Oyo) Ibarapa-Nord (Oyo) Ibeju-Lekki (Lagos) Ibeno (Akwa Ibom) Ibesikpo-Asutan (Akwa Ibom) Ibi (Taraba) Ibiono-Ibom (Akwa Ibom) Idah (Kogi) Idanre (Ondo) Ideato-Nord (Imo) Ideato-Süd (Imo) Idemili-Nord (Anambra) Idemili-Süd (Anambra) Ido (Oyo) Ido-Osi (Ekiti) Ifako-Ijaye (Lagos) Ifedayo (Osun) Ifedore (Ondo) Ifelodun (Kwara) Ifelodun (Osun) Ifo (Ogun) Igabi (Kaduna) Igalamela-Odolu (Kogi) Igbo-Etiti (Enugu) Igbo-Eze-Nord (Enugu) Igbo-Eze-Süd (Enugu) Iguegben (Edo) | Ihiala (Anambra) Ihitte/Uboma (Imo) Ijaye (Ondo) Ijebu-Ost (Ogun) Ijebu-Nord (Ogun) Ijebu-Nordost (Ogun) Ijebu Ode (Ogun) Ijero (Ekiti) Ijumu (Kogi) Ika (Akwa Ibom) Ika-Nord (Delta) Ikara (Kaduna) Ika-Süd (Delta) Ikeduru (Imo) Ikeja (Lagos) Ikenne (Ogun) Ikere (Ekiti) Ikole (Ekiti) Ikom (Cross River) Ikono (Akwa Ibom) Ikorodu (Lagos) Ikot-Abasi (Akwa Ibom) Ikot Ekpene (Akwa Ibom) Ikpoba-Okha (Edo) Ikwere (Rivers) Ikwo (Ebonyi) Ikwuano (Abia) Ila (Osun) Ilejemeje (Ekiti) Ile-Oluji-Okeigbo (Ondo) Ilesha-Ost (Osun) Ilesha-West (Osun) Illela (Sokoto) Ilorin-Ost (Kwara) | Ilorin-Süd (Kwara) Ilorin-West (Kwara) Imeko-Afon (Ogun) Ingawa (Katsina) Ini (Akwa Ibom) Ipokia (Ogun) Irele (Ondo) Irepo (Oyo) Irepodun (Osun) Irepodun (Kwara) Irepodun/Ifelodun (Ekiti) Irewole (Osun) Isa (Sokoto) Ise/Orun (Ekiti) Iseyin (Oyo) Ishielu (Ebonyi) Isiala-Mbano (Imo) Isiala-Ngwa-Nord (Abia) Isiala-Ngwa-Süd (Abia) Isin (Kwara) Isi-Uzo (Enugu) Isokan (Osun) Isoko-Nord (Delta) Isoko-Süd (Delta) Isu (Imo) Isuikwuato (Abia) Itas/Gadau (Bauchi) Itesiwaju (Oyo) Itu (Akwa Ibom) Ivo (Ebonyi) Iwajowa (Oyo) Iwo (Osun) Izzi (Ebonyi) |

## J
|                                                                             |                                                             |                                                                        |
| Jaba (Kaduna) Jada (Adamawa) Jahun (Jigawa) Jakusko (Yobe) Jalingo (Taraba) | Jama’are (Bauchi) Jega (Kebbi) Jema'a (Kaduna) Jere (Borno) | Jibia (Katsina) Jos-Ost (Plateau) Jos-Nord (Plateau) Jos-Süd (Plateau) |

## K
| | | |
| Kabba/Bunu (Kogi) Kabo (Kano) Kachia (Kaduna) Kaduna-Nord (Kaduna) Kaduna-Süd (Kaduna) Kafin-Hausa (Jigawa) Kafur (Katsina) Kaga (Borno) Kagarko (Kaduna) Kaiama (Kwara) Kaita (Katsina) Kajola (Oyo) Kajuru (Kaduna) Kala/Balge (Borno) Kalgo (Kebbi) Kaltungo (Gombe) Kanam (Plateau) Kankara (Katsina) Kanke (Plateau) Kankia (Katsina) Kano-Municipal (Kano) Karasuwa (Yobe) | Karayé (Kano) Karim-Lamido (Taraba) Karu (Nassarawa) Katagun (Bauchi) Katcha (Niger) Katsina (Katsina) Katsina Ala (Benue) Kaura (Kaduna) Kaura-Namoda (Zamfara) Kauru (Kaduna) Kazuare (Jigawa) Keana (Nassarawa) Kebbe (Sokoto) Keffi (Nassarawa) Khana (Rivers) Kibiya (Kano) Kirfi (Bauchi) Kiri-Kasama (Jigawa) Kiru (Kano) Kiyawa (Jigawa) Kogi (Kogi) Koko/Besse (Kebbi) | Kokona (Nassarawa) Kolokuma/Opokuma (Bayelsa) Konduga (Borno) Konshisha (Benue) Kontagora (Niger) Kosofe (Lagos) Kuagama (Jigawa) Kubau (Kaduna) Kudan (Kaduna) Kuje (Federal Capital Territory) Kukawa (Borno) Kumbotso (Kano) Kumi (Taraba) Kunchi (Kano) Kura (Kano) Kurfi (Katsina) Kusada (Katsina) Kwali (Federal Capital Territory) Kwande (Benue) Kwani (Gombe) Kware (Sokoto) Kwaya-Kusar (Borno) |

## L
|                                                                                                   |                                                                       |                                                        |
| Lafia (Nassarawa) Lagelu (Oyo) Lagos Island (Lagos) Lagos Mainland (Lagos) Langtang-Süd (Plateau) | Langtang-Nord (Plateau) Lapai (Niger) Larmurde (Adamawa) Lau (Taraba) | Lavun (Niger) Lere (Kaduna) Logo (Benue) Lokoja (Kogi) |

## M
| | | |
| Machina (Yobe) Madagali (Adamawa) Madobi (Kano) Mafa (Borno) Magama (Niger) Magumeri (Borno) Mai'Adua (Katsina) Maiduguri (Borno) Maigatari (Jigawa) Maiha (Adamawa) Maiyama (Kebbi) Makarfi (Kaduna) Makoda (Kano) Malam-Maduri (Jigawa) Malumfashi (Katsina) Mango (Plateau) | Mani (Katsina) Maradun (Zamfara) Mariga (Niger) Markurdi (Benue) Marte (Borno) Maru (Zamfara) Mashegu (Niger) Mashi (Katsina) Matazu (Katsina) Mayo-Belwa (Adamawa) Mbatoli (Imo) Mbo (Akwa Ibom) Michika (Adamawa) Miga (Jigawa) Mikang (Plateau) | Minjibir (Kano) Misau (Bauchi) Moba (Ekiti) Mobbar (Borno) Mobi-Nord (Adamawa) Mobi-Süd (Adamawa) Mokwa (Niger) Monguno (Borno) Mopa-Muro (Kogi) Moro (Kwara) Moya (Niger) Mpkat-Enin (Akwa Ibom) Municipal-Area-Council (Federal Capital Territory) Musawa (Katsina) Mushin (Lagos) |

## N
| | | |
| Nafada (Gombe) Nangere (Yobe) Nassarawa (Kano) Nassarawa (Nassarawa) Nassarawa-Eggon (Nassarawa) Ndokwa-Ost (Delta) Ndokwa-West (Delta) Nembe (Bayelsa) Ngala (Borno) | Nganzai (Borno) Ngaski (Kebbi) Ngor-Okpala (Imo) Nguru (Yobe) Ningi (Bauchi) Njaba (Imo) Njikoka (Anambra) Nkanu-Ost (Enugu) Nkanu-West (Enugu) | Nkwerre (Imo) Nnewi-Nord (Anambra) Nnewi-Süd (Anambra) Nsit-Atai (Akwa Ibom) Nsit-Ibom (Akwa Ibom) Nsit-Ubuim (Akwa Ibom) Nsukka (Enugu) Numan (Adamawa) Nwangele (Imo) |

## O
| | | |
| Obafemi-Owode (Ogun) Obanliku (Cross River) Obi (Nassarawa) Obi (Benue) Obi-Nwga (Abia) Obio/Akpor (Rivers) Obokun (Osun) Obot-Akara (Akwa Ibom) Obowo (Imo) Obubra (Cross River) Obudu (Cross River) Odeda (Ogun) Odigbo (Ondo) Odogbolu (Ogun) Odo-otin (Osun) Odukpani (Cross River) Offa (Kwara) Ofu (Kogi) Ogba/Egbema/Ndoni (Rivers) Ogbadibo (Benue) Ogbaru (Anambra) Ogbia (Bayelsa) Ogbomosho-Nord (Oyo) Ogbomosho-Süd (Oyo) Ogo-Bolo (Rivers) Ogoja (Cross River) Ogo-Oluwa (Oyo) Ogori/Magongo (Kogi) Ogun-Waterfront (Ogun) Oguta (Imo) Ohafia (Abia) Ohaji/Egbema (Imo) Ohaozara (Ebonyi) | Ohaukwu (Ebonyi) Ohimini (Benue) Ohionmwon (Edo) Oji-River (Enugu) Ojo (Lagos) Oju (Benue) Okehi (Kogi) Okene (Kogi) Oke-Oro (Kwara) Okigwe (Imo) Okitipupa (Ondo) Okobo (Akwa Ibom) Okpe (Delta) Okrika (Rivers) Olamaboro (Kogi) Ola-Oluwa (Osun) Olorunda (Osun) Olorunsogo (Oyo) Oluyole (Oyo) Omala (Kogi) Omumma (Rivers) Ona-Ara (Oyo) Ondo-Ost (Ondo) Ondo-West (Ondo) Onicha (Ebonyi) Onitsha-Nord (Anambra) Onitsha-Süd (Anambra) Onna (Akwa Ibom) Opkokwu (Benue) Opobo/Nkoro (Rivers) Oredo (Edo) Orelope (Oyo) Oriade (Osun) | Ori-Ire (Oyo) Orlu (Imo) Orolu (Osun) Oron (Akwa Ibom) Orsu (Imo) Oru-Ost (Imo) Oruk-Anam (Akwa Ibom) Orumba-Nord (Anambra) Orumba-Süd (Anambra) Oru-West (Imo) Ose (Ondo) Oshimili-Nord (Delta) Oshimili-Süd (Delta) Oshodi-Isolo (Lagos) Osisioma (Abia) Osogbo (Osun) Ost-Obolo (Akwa Ibom) Oturpko (Benue) Ovia-Nordost (Edo) Ovia-Südwest (Edo) Owan-Ost (Edo) Owan-West (Edo) Owerri-Municipal (Imo) Owerri-Nord (Imo) Owerri-West (Imo) Owo (Ondo) Oye (Ekiti) Oyi (Anambra) Oyigbo (Rivers) Oyo (Oyo) Oyo-Ost (Oyo) Oyun (Kwara) |

## P
|                                    |                               |                                        |
| Paikoro (Niger) Panshkin (Plateau) | Patani (Delta) Pategi (Kwara) | Port Harcourt (Rivers) Potiskum (Yobe) |

## Q
Qua'an-Pan (Plateau)

## R
|                                                          |                                                                |                                           |
| Rabah (Sokoto) Rafi (Niger) Rano (Kano) Remo-Nord (Ogun) | Rijau (Niger) Rimi (Katsina) Rimin-Gado (Kano) Ringim (Jigawa) | Riyom (Plateau) Rogo (Kano) Roni (Jigawa) |

## S
| | | |
| Sabon Birni (Sokoto) Sabon-Gari (Kaduna) Sabuwa (Katsina) Safana (Katsina) Sagbama (Bayelsa) Sakaba (Kebbi) Saki-Ost (Oyo) Saki-West (Oyo) Sandamu (Katsina) Sanga (Kaduna) Sapele (Delta) Sardauna (Taraba) | Shagamu (Ogun) Shagari (Sokoto) Shanga (Kebbi) Shani (Borno) Shanono (Kano) Shelleng (Adamawa) Shendam (Plateau) Shinkafi (Zamfara) Shira (Bauchi) Shiroro (Niger) Shomgom (Gombe) Shomolu (Lagos) | Silame (Sokoto) Soba (Kaduna) Sokoto-Nord (Sokoto) Sokoto-Süd (Sokoto) Song (Adamawa) Süd-Ijaw (Bayelsa) Suleja (Niger) Sule-Tankakar (Jigawa) Sumaila (Kano) Suru (Kebbi) Surulere (Oyo) Surulere (Lagos) |

## T
| | |                                                                                                  |
| Tafa (Niger) Tafawa-Balewa (Bauchi) Tai (Rivers) Takai (Kano) Takum (Taraba) Talata-Mafara (Zamfara) Tambuwal (Sokoto) | Tangaza (Sokoto) Tarauni (Kano) Tarka (Benue) Tarmua (Yobe) Taura (Jigawa) Teungo (Adamawa) Tofa (Kano) | Toro (Bauchi) Toto (Nassarawa) Tsafe (Zamfara) Tsanyawa (Kano) Tudun-Wada (Kano) Tureta (Sokoto) |

## U
| | | |
| Udenu (Enugu) Udi (Enugu) Udu (Delta) Udung-Uko (Akwa Ibom) Ughelli-Nord (Delta) Ughelli-Süd (Delta) Ugwunagbo (Abia) Uhunmwonde (Edo) Ukanafun (Akwa Ibom) | Ukum (Benue) Ukwa-Ost (Abia) Ukwa-West (Abia) Ukwuani (Delta) Umuahia-Nord (Abia) Umuahia-Süd (Abia) Umu-Nneochi (Abia) Ungongo (Kano) | Unuimo (Imo) Uruan (Akwa Ibom) Urue-Offong/Oruko (Akwa Ibom) Ushongo (Benue) Ussa (Taraba) Uvwie (Delta) Uyo (Akwa Ibom) Uzo-Uwani (Enugu) |

## V
Vandeikya (Benue)

## W
|                                                                                   |                                                                             |                                                              |
| Wamako (Sokoto) Wamba (Nassarawa) Warawa (Kano) Warji (Bauchi) Warri-Nord (Delta) | Warri-Süd (Delta) Warri-Südwest (Delta) Wasagu/Danko (Kebbi) Wase (Plateau) | Wudil (Kano) Wukari (Taraba) Wurno (Sokoto) Wushishi (Niger) |

## Y
|                                                                                          |                                                                                             |                                                                   |
| Yabo (Sokoto) Yagba-Ost (Kogi) Yagba-West (Kogi) Yakurr (Cross River) Yala (Cross River) | Yamaltu/Deba (Gombe) Yankwashi (Jigawa) Yauri (Kebbi) Yenagoa (Bayelsa) Yola-Nord (Adamawa) | Yola-Süd (Adamawa) Yorro (Taraba) Yunusari (Yobe) Yusufari (Yobe) |

## Z
|                                                      |                              |                              |
| Zakki (Bauchi) Zango (Katsina) Zangon-Kataf (Kaduna) | Zarki (Kaduna) Zing (Taraba) | Zurmi (Zamfara) Zuru (Kebbi) |